# Rtyně v Podkrkonoší
Rtyně v Podkrkonoší (en allemand : Hertin) est une ville du district de Trutnov, dans la région de Hradec Králové, en Tchéquie. Sa population s'élevait à 2 899 habitants en 2024.

## Géographie
Rtyně v Podkrkonoší se trouve à 4 km au nord-ouest de Červený Kostelec, à 14 km au sud-est de Trutnov, à 38 km au nord-nord-est de Hradec Králové et à 126 km au nord-est de Prague.
La commune est limitée par Malé Svatoňovice et Jívka au nord, par Stárkov à l'est, par Červený Kostelec au sud, et par Havlovice, Úpice et Batňovice à l'ouest.

## Histoire
La première mention écrite de la localité date de 1367.

## Transports
Par la route, Rtyně v Podkrkonoší se trouve à 4,5 km de Červený Kostelec, à 18 km de Trutnov, à 51 km de Hradec Králové et à 155 km de Prague.